# Esküdt ellenségek: Különleges ügyosztály
Az Esküdt ellenségek: Különleges ügyosztály (eredeti cím: Law & Order: Special Victims Unit) egy 1999-ben indult amerikai bűnügyi thriller-sorozat, ami Dick Wolf Esküdt ellenségek (Law & Order) c. sorozatának egyik spin-offja, amit ahhoz hasonlóan szintén ő jegyez. A sorozatot a TV2 kezdte vetíteni az "Esküdt ellenségek" cím kihagyásával, majd a címet átírva folytatta a Viasat és az alapját adó sorozatot már egyébként is a Viasat birtokolta. A különleges ügyosztály tulajdonképpen egy erkölcsrendészet, különleges áldozatok (Special Victims) eseteivel, főleg nők és gyerekek sérelmére elkövetett, leggyakrabban szexuális jellegű bűncselekményekkel foglalkozik. (Magyarul ezért "Esküdt ellenségek: Meggyalázott áldozatok" címmel is megjelent DVD-n.) A többi Esküdt ellenségek sorozathoz hasonlóan a bűnügy felgöngyölítése után a bírósági szakasz is bemutatásra kerül. A krimi mellett a dráma is igencsak jelen van a sorozatban, ami a karaktereknek is mélységet ad, emiatt talán ez a legnépszerűbb és legelismertebb sorozat az Esküdt ellenségek-sorozatai közül, és általánosságban is az egyik a krimisorozatok közül. A siker egyik forrása talán az egyik producer, Ted Kotcheff, aki annak idején a híres és szintén drámai akciófilmet, a Rambot is rendezte. Amúgy az abban szereplő Brian Dennehy a sorozat egyik epizódjában is felbukkant. Az egyik legelső olyan sorozat volt a televíziózás történetében, ahol rendszeresen a legnagyobb világsztárok vállaltak vendégszerepeket, többek között: Ellen Burstyn, Robin Williams, Marcia Gay Harden, Angela Lansbury, Marlee Matlin, Brenda Blethyn, Carol Burnett, Mare Winningham, Barbara Barrie, Martha Plimpton, Jane Alexander, Leslie Caron, Amanda Plummer és Cynthia Nixon.

## Cselekmény
A sorozat középpontjában a New York-i 16. körzet Különleges ügyosztályának esetei, főleg szexuális jellegű bűnügyek, valamint nők és gyerekek sérelmére elkövetett egyéb bántalmazások, bűncselekmények állnak. Az ügyosztály nyomozói Olivia Benson (Mariska Hargitay), a társa Elliot Stabler (Christopher Meloni), John Munch (Richard Belzer) és annak társa Odafin 'Fin' Tutuola (Ice-T). Donald Cragen százados (Dann Florek) az ügyosztály parancsnoka, akivel az aktuális ügyeket egyeztetik. Az ügyosztály nyomozói közül csak Tutuola nem szerepelt a sorozatban kezdetektől, előtte Brian Cassidy (Dean Winters), majd Monique Jefferies (Michelle Hurd) volt Munch társa egy ideig, de néha átmenetileg bővültek is, például Chester Lake nyomozóval (Adam Beach). Az ügyek felderítésében nagy segítségükre van Dr. Melinda Warner (Tamara Tunie) igazságügyi orvosszakértő és halottkém, Dr. George Huang (BD Wong) pszichiáter, aki amúgy az FBI állományában van, valamint két technikus, Ryan O'Halloran (Mike Doyle) és Ruben Morales (Joel de la Fuente).
Miután az adott ügyben bizonyítottnak látják egy gyanúsított bűnösségét a helyettes államügyészre bízzák, hogy indít e eljárást ellene. A sorozat folyamán három ügyész is jelen volt, mindhárman nők: először Alexandra Cabot (Stephanie March), aztán Casey Novak (Diane Neal), majd Kim Greylek (Michaela McManus), de aztán Cabot visszatért a posztra.
A sorozat a többi Esküdt ellenségek-sorozattal szemben, ahol főleg gyilkosságok ügyében nyomoznak, itt szemérem elleni erőszakot, családon belüli erőszakot, zaklatást, bántalmazást elszenvedett, legtöbbször élő áldozatokkal foglalkozik, emiatt a sorozat jelentős drámai hatással is bír. Mint ahogy a szereplők is utalnak rá, "élő áldozatokkal" sokkal nehezebb dolgozni vagy egy ügyön túllépni, Cassidy nyomozó is ezért hagyta el az osztályt. A sorozat előrehaladtával a szereplőkről is egyre többet tudunk meg: Benson nyomozóról viszonylag hamar kiderül, hogy az apja egy anyját megerőszakoló támadó volt, akit emiatt értelemszerűen soha nem ismert, és talán emiatt is döntött az erkölcsrendészet mellett, vagy Tutuola nyomozóról, aki korábban beépült rendőr volt drogos bandákban, és emiatt romlott meg a viszonya a családjával. Stabler neje és gyerekei szintén nehezen viselik a családfő munkájával járó stresszt, Munch pedig már három házasságon is túl van, amúgy meg képtelen összeesküvés-elméleteivel traktálja kollégáit ráérő perceiben, de a nyomozások mellett a szereplők magánéletének egyéb nehézségei is megmutatkoznak, mutatva, hogy ők is esendő emberek, mint azok, akiknek segíteni próbálnak...

## Szereposztás
| Szerep                                | Színész            | Magyar hang        |
| ------------------------------------- | ------------------ | ------------------ |
| Olivia Benson nyomozó                 | Mariska Hargitay   | Kisfalvi Krisztina |
| Elliot Stabler nyomozó                | Christopher Meloni | Oberfrank Pál      |
| John Munch nyomozó                    | Richard Belzer     | Bognár Zsolt       |
| Odafin 'Fin' Tutuola nyomozó          | Ice-T              | Dózsa Zoltán       |
| Donald Cragen százados                | Dann Florek        | Besenczi Árpád     |
| Dr. Melinda Warner halottkém          | Tamara Tunie       | Csizmadia Gabi     |
| Dr. George Huang pszichiáter          | BD Wong            | Takátsy Péter      |
| Alexandra Cabot helyettes államügyész | Stephanie March    | Kiss Virág         |
| Casey Novak helyettes államügyész     | Diane Neal         | Németh Kriszta     |
| Kim Greylek helyettes államügyész     | Michaela McManus   | Hámori Eszter      |
| Chester Lake helyettes államügyész    | Adam Beach         | Láng Balázs        |

A sorozatban ismert színészek is szerepeltek, mint Aidan Quinn, Martin Short, James Brolin, Rebecca De Mornay, Alfred Molina, Angela Lansbury, Eric Stoltz vagy Robin Williams.